# Herbert Pell

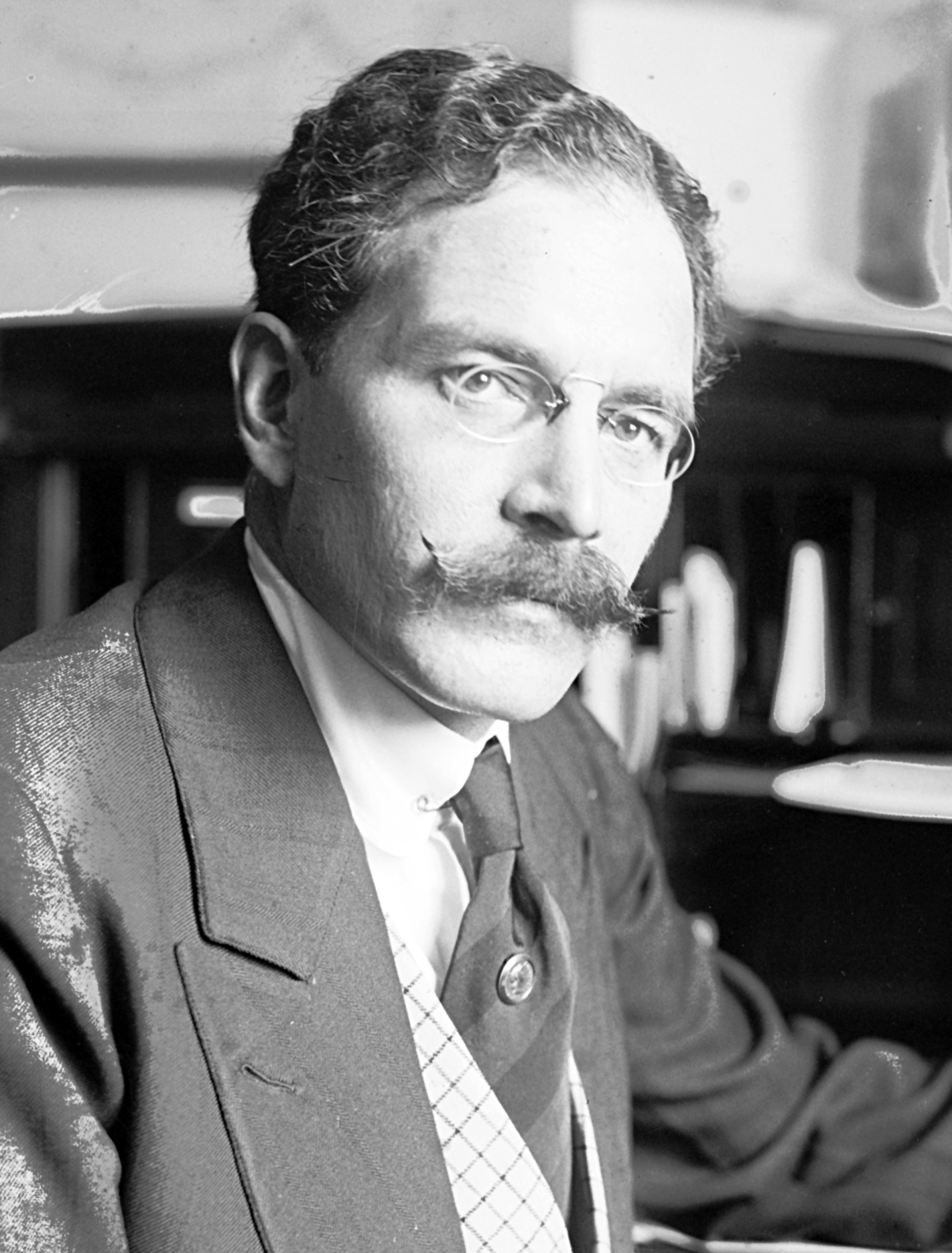
Herbert Pell

Herbert Claiborne Pell Jr. (* 16. Februar 1884 in New York City; † 17. Juli 1961 in München) war ein US-amerikanischer Diplomat und Politiker der Progressiven Partei und der Demokratischen Partei, der unter anderem den Bundesstaat New York im US-Repräsentantenhaus vertrat.

## Leben
Pell stammte aus einer politisch einflussreichen Familie. Sein Urgroßvater John Francis Hamtramck Claiborne war Kongressabgeordneter für den Bundesstaat Mississippi. Darüber hinaus war er Urgroßneffe von William C. C. Claiborne, einem Gouverneur von Mississippi und Louisiana sowie US-Senator für Louisiana und Urgroßneffe von Nathaniel Claiborne, der Kongressabgeordneter für Virginia war. Sein eigener Sohn Claiborne Pell war schließlich 36 Jahre lang demokratischer US-Senator für Rhode Island.
Herbert Pell studierte nach dem Besuch der Pomfret School in Connecticut an der Harvard University sowie der Columbia University. Seine politische Laufbahn begann er zunächst in der Progressive Party und war in dieser zwischen 1912 und 1914 Mitglied im Parteikomitee im Orange County des Staates New York. Im Anschluss wechselte er zur Demokratischen Partei und wurde für diese in das US-Repräsentantenhaus gewählt, in dem er vom 4. März 1919 bis zum 3. März 1921 den 17. Kongresswahlbezirk von New York vertrat. Nachdem er 1920 eine Wahlniederlage erlitt und aus dem Kongress ausscheiden musste, war er von Juli 1921 bis Januar 1926 Vorsitzender des Demokratischen Parteikomitees im Staat New York sowie 1924 Delegierter zur Democratic National Convention.
Danach war Pell gelegentlich Lecturer an der Columbia University, der Harvard University sowie anderen höheren Bildungseinrichtungen sowie 1936 Vize-Vorsitzender der demokratischen Wahlkampfkommission (Democratic National Campaign Committee), die die erfolgreiche Wiederwahl von Franklin D. Roosevelt bei der US-Präsidentschaftswahl 1936 organisierte.
Im Anschluss wurde er zuerst am 27. Mai 1937 Botschafter der Vereinigten Staaten in Portugal, ehe er anschließend am 11. Februar 1941 als Nachfolger von John Flournoy Montgomery Botschafter in Ungarn wurde. Diesen Posten bekleidete er bis zu seinem Rücktritt am 30. November 1942 nach der Kriegserklärung Ungarns und dem Einfrieren der diplomatischen Beziehungen. Später war Pell noch zwischen August 1943 und Januar 1945 Vertreter der USA in der United Nations War Crimes Commission (UNWCC).

## Hintergrundliteratur
- Leonard Baker: Brahmin in Revolt; A Biography of Herbert C. Pell. Garden City, N.Y.: Doubleday, 1972
- Michael Steward Blayney: Diplomat and Humanist: The Diplomatic Career of Herbert Claiborne Pell. Ph.D. Dissertation, Washington State University, 1973
- Michael Steward Blayney: Democracy's Aristocrat: The Life of Herbert C. Pell. University Press of America. 1986